# 주한 수단 대사관
주한 수단 대사관(아랍어: سفارة السودان في كوريا, 영어: Embassy of the Republic of the Sudan in Korea)은 대한민국 서울특별시 용산구 동빙고동 7-14 범양빌딩 3층에 위치하고 있는 수단 대사관이다. 현직 주한 수단 대사는 엘라이흐 모하메드 엘아와드 하이둡이다.

## 역사
수단은 남북한 동시 수교국이며, 대한민국과는 1976년 4월 영사 관계를 수립하여 주수단 총영사관이 설치되었고 1977년 4월 대사관으로 승격되었으며, 1990년 11월에는 주한 수단 대사관이 설치되었다. 조선민주주의인민공화국과는 이보다 앞서 1969년 6월 수교하였다.
대한민국과는 1976년 무역협정, 1977년 문화협정, 1978년 경제기술협력협정 등을 맺었으며 1981년과 1991년 항공협정에 가서명하였다.
2004년 4월 허성관 대통령 특사, 2006년 3월 반기문 외교통상부 장관이 각각 수단을 방문했다. 이에 앞서 1983년 3월 수단의 가파르 니메이리 대통령이 방한하기도 했다.

## 주요 업무
주요 업무는 대한민국 정부와의 외교, 교섭, 무역 진흥, 외교 정책과 문화에 대한 홍보, 대한민국 거주 수단 국민의 보호감독, 여권발급, 수단 여행객에 대한 사증발급 등이다. 

## 같이 보기
- 수단의 재외공관 목록
- 대한민국 주재 외국공관 목록
- 대한민국-수단 관계
- 주수단 대한민국 대사관